# Acanthostracion polygonius
Acanthostracion polygonius is een straalvinnige vis uit de familie van de koffervissen (Ostraciidae). De wetenschappelijke naam van de soort is voor het eerst geldig gepubliceerd in 1876 door Felipe Poey.

## Type
- type: onbekend
- typelocatie: Cuba

## Synoniemen
- Ostracion quadricorne Poey, 1868, non Linnaeus, 1758[3]
- Lactophrys saxatilis Mowbray, 1931[4]

## Verspreiding
De soort komt voor in het westen van de Atlantische Oceaan en in het Caraïbisch gebied, van New Jersey en Bermuda tot Brazilië. Niet in de Golf van Mexico.